# 柯尔伯格道德发展阶段
柯尔伯格道德发展阶段（或译为柯尔堡道德发展阶段），是美国心理学家劳伦斯·柯尔伯格用以解释道德判断发展的理论。1958年，他在芝加哥大学攻读心理学时，受到让·皮亚杰著作的启发，对儿童面对伦理困境所作的反应产生了强烈的兴趣，在写作的博士论文中，创立了这一理论，概述道德发展的阶段。
柯尔伯格的理论认为道德判断作为道德行为的基础，可以区分出6个发展阶段，每一个阶段都比前一个阶段对伦理困境的回应更为适当。柯尔伯格的研究表明，道德判断发展的年龄指标远远超出早些时候皮亚杰的研究结果也宣称逻辑与道德发展贯穿各建构的阶段。柯尔伯格在此基础上大为扩展，确定道德发展的过程主要是对正义的看法，并且这一发展將持续终生，赋予了这一研究的哲学含意。
柯尔伯格在研究中使用伦理困境的故事，关注人们在面临类似的伦理困境时，如何证明自己的行动是正当的。然后他将反应进行分类，总结出6个不同的阶段。这6个阶段属于3种水平：前习俗水平、习俗水平和后习俗水平。

## 阶段

柯尔伯格的道德发展模型

柯尔伯格的6个阶段归属3种水平：前习俗水平、习俗水平和后习俗水平。与皮亚杰建构主义的认知发展理论阶段模型类似，柯尔伯格认为阶段的倒退 - 丧失高级阶段的能力是极为罕见的。即便如此，还是没有人一直能够处于最高阶段。不可能“跳跃”中间的阶段；每个阶段都比前一个阶段的观点更加全面、更加综合、也更清晰。
道德成規前期（前习俗 pre-conventional）
1.服从与惩罚定向（避罰服從）
（“我会不会挨罚？”）
2.利己主义定向（相對功利）
（“对我有何益处？”）
道德成規期（习俗 conventional）
3.人际和谐与一致（尋求認可）
（好孩子定向：“会不会丢臉？”）
4.维护权威与社会秩序定向（社會法制）
（法律与秩序定向：“是否合法？”）
道德成規后期（后习俗 post-conventional）
5.社会契约定向
（“法律/规则是否公平？”）
6.普遍伦理原则
（原则与良心定向）

### 前习俗水平
前习俗水平的道德推理对于儿童非常普通，有时成人也会表现出这种水平的道德推理。前习俗水平的道德推理，是根据行为的直接后果来进行推理。前习俗水平包括道德发展的第一阶段和第二阶段，都纯粹只是关心自己，表现出利己主义倾向。
在第一阶段，个体关注行为的直接后果与自身的利害关系。例如，如果一个人由于某个行为而受到了惩罚，此負增強使这个行为被认为是道德上错误的。一个行为所受的惩罚有多严重，就说明这个行为有多“坏”。此外，个体并不注意其他人的观点与自己的观点有何不同。这个阶段也可以称为权威主义阶段。
在第二阶段，个体持“对我有何益处”的立场，将正确的行为定义为对自己最有利的行为。第二阶段的道德推理，显示对其他人的需要兴趣有限，而只关注自己是否得到更多的利益（正增強），例如“你抓了我的背，我也要抓你的”。在第二阶段，关心他人不是基于忠诚或内在的尊重。在前习俗水平缺乏社会的观点，不会因社会契约（第五阶段）而烦恼，因为行为目的是為满足自己的需要和兴趣的。第二阶段的观点经常被视为道德相对主义（moral relativism）。

### 习俗水平
习俗水平的道德判断是青春期和成人的典型状态。用习俗推理的人对行为进行道德判断时，会将这些行为与社会崇尚的观点与期望相对照。习俗水平包括第三和第四个道德发展阶段。
在第三阶段，自我进入社会，扮演社会角色。个体关注其他人赞成或反对的态度，保持与周围社会角色的和谐一致。他们努力要做一个“好孩子”，实现这些期待，认为这样是理所应当的。在第三阶段，对一个行为进行道德判断，是根据这个行为对人际关系所带来的后果，包括尊重、感谢和互惠。法律和权威的存在，只是为了进一步支持这些固执己见的社会角色。在这一阶段的道德推理中，行为的目的扮演更重要的角色：“他们觉得很好...”。
在第四阶段，重要的是遵守法律和社會規範，因为它们对于维持社会有效运转非常重要。在第四阶段的道德判断，认为社会的要求胜过个人的要求。其核心观念通常是关于是非对错的规定，例如基督教基要主义的情形。如果有人触犯法律，每个人都有义务和责任来捍卫法律或规则。如果有人确实触犯了法律，那就是不道德的。因此在这一阶段，过失是一个重要因素，它把坏人与好人区分开来。

### 后习俗水平
后习俗水平，又称为原则水平，包括道德发展的第五阶段和第六阶段。这时，个体又成为从社会突出出来的单独的实体。个人自己的观点应该放在社会的观点之前。由于后习俗水平也是将自我放在他人之前（特别在第六阶段），有时会被错认为是前习俗行为。
在第五阶段，认为个体应持有自己的观点和主张。因此，法律被看作是一种社会契约，而非铁板一块。那些不能提升总体社会福利的法律应该修改，应该达到“给最多的人带来最大的利益”。这要通过多数决定来达到，以及不可避免的妥协。民主政治显然是基于第五阶段的道德推理。
在第六阶段，道德推理是基于普世价值进行抽象推理。它超越了第四阶段，认为只有在基于正义的情况下，法律才是有效的。法律所许诺的是正义，所以不义的法律就不必服从。同样它也超越了第五阶段，认为由于社会契约并非义务的道德行为之本质，会出现正义变成多余之物的情况。在第六阶段，作出道德决定不是根据有条件的假言命令（hypothetical imperative），而是根据无条件的绝对命令（categorical imperative，见伊曼努尔·康德的绝对命令）。当你替一个人设身处地着想，他也会设想人人都在想同样的事（见约翰·罗尔斯的“无知之幕”veil of ignorance）。一致同意的结论是，采取行动。这样，行为绝不是手段，而总是以自身为结果；一个行为因为它是正义的，而不是因为它是机械的、预期的、合法的或先前达成一致的。虽然柯尔伯格坚持第六阶段的存在，但是他很难找到一个被试能够一贯处于第六阶段。结果显示很少有人曾经达到柯尔伯格模型的第六阶段。

### 更多的阶段
在柯尔伯格关于终生發展的经验研究中，注意到一些人显然经历了道德阶段的衰退。他面临选择，或者承认会发生道德衰退，或者修改他的理论。柯尔伯格选择了后者，假定此外还存在一些准阶段，如柯尔伯格所称的4½阶段或4+阶段——从第四阶段到第五阶段的过渡时期，同时拥有这两个阶段的特征。在这个阶段，个体对“法律与秩序”推理的专断性产生叛逆，开始从单纯由社会规定何为过失，转变为认为社会本身也有过错。这一阶段经常被误认为是第二阶段的道德相对主义，当社会利益与自身选择相冲突时，个人会认为比较而言，社会在道德上是错误的。柯尔伯格注意到这经常发生在学生进入大学的时候。
柯尔伯格进一步推测，可能存在第7个阶段（超验道德或宇宙道德定向），将宗教与道德推理相联系起来（见詹姆士·福勒的信仰发展阶段））。不过，由于柯尔伯格甚至对提供第六阶段的经验证据尚有困难，他强调他对第七阶段的大部分推测只不过是理论上的。

## 理论假定（哲学）
柯尔伯格的理论不是中立的价值观。它植根于元伦理学的某种看法。包括人性的观点，和对道德推理的形式与内容的某种理解。强调正义的概念，以及道德推理的范围应达到全社会。此外还强调道德与世界的关系，道德与逻辑表达的关系，以及道德推理的角色。最后，柯尔伯格理论还采取了道德推理包括了社会和心理过程的观点。
柯尔伯格对人性的基本观点是人的天性愿意交流，有推理的能力，以及期望去理解周围人。柯尔伯格阶段模型属于定性的道德推理，因此不能直接翻译成赞扬或责备人的行为或特质。柯尔伯格为了要证明他的理论能用来测量道德推理，而不只是特殊的道德结论，于是强调道德辩论的“形式与结构”与辩论的“内容”无关，也就是他自称的“形式主义”。
柯尔伯格理论中反复出现的是，正义是道德推理的本质特征。出于同样原因，正义相当依赖于基于原则进行合理推理的观念。不过，虽然柯尔伯格理论是一个以正义为中心的道德理论，柯尔伯格还是认为该理论能够与道义论和“幸福感”（eudaimonia）中似是而非的公式相吻合。
柯尔伯格理论“理解”价值是正义的关键成分。对于柯尔伯格，无论正义是什么，它必须是对全社会普遍有效的：站在道德普遍主义的立场，反对道德相对主义。此外，道德不是世界天然的特征，而是规定的（prescriptive）。不过，道德判断可以用真或伪的逻辑项来进行评价。
按照柯尔伯格理论，人们在向高一级道德推理阶段前进时，不可能跳跃某个阶段。例如，一个人不可能从主要关注周围人判断的第三阶段，跳跃到支持社会契约的第五阶段。不过，当一个人遇到伦理困境时，会对自己现有的道德推理水平不满意，就可能指向下一个水平。发现目前思维阶段的局限性，推动着道德发展，使得每一个发展阶段都比前一个阶段更为适当。这个过程是主体有意识的建构过程，既不是天赋的，也不是过去经验的结果。

### 要素
由于主体平衡相冲突的价值观的心理与社会能力得到增长，于是发生了进步到下一个发展阶段的情形。在此过程中，介入了“正义行动”以解决相冲突的要求之间的争执，以达成平衡。柯尔伯格确定其中2个正义行动是“平等主义”和“互惠伦理”，分别包括公平对待与个人无关的他人，以及尊重个人价值。对于柯尔伯格，这些行动最好的结果是“可逆性”，在那里，道德行为的评价，是根据在转换角色的情形下，看该行为是否能够使每一个人都满意（俗称“道德抢座位游戏”）。
知识与学习有益于道德发展。主体的“他人观和“社会透视水平”特别重要，每进入一个新的阶段，这两项都变得更为复杂、更为成熟。他人观可以理解为主体对其他人心理的领会，可以描绘成一张光谱：在第一阶段完全没有其他人的观点，而第六阶段完全社会中心。同样，社会透视水平包括对社会领域的理解，对社会规范的领会。

## 应用伦理困境的例证
柯尔伯格在1958年最初撰写学位论文时，使用了“道德判断访问”的方法。在大约45分钟的“半结构式访谈”（semi-structured interview）的录音中，访谈者使用伦理困境来确定访谈对象处于哪一个道德发展阶段。伦理困境选用虚构的短篇故事，描述主人公如何作出道德抉择。参与者被提问一连串的开放式问题，例如什么是正确的行动，以及为何某个行动是正确的或错误的理由。然后对这些回答的形式与结构（而不是内容）评分；通过一组多重伦理困境，评出全面的的分。

### 海因茨伦理困境
柯尔伯格在他最初的研究中，所使用的伦理困境是“海因茨偷药”
海因茨的妻子罹患了一種罕有的疾病，瀕臨死亡，唯一的希望是一個藥劑師剛發明的藥物， 但是價格高昂。這種藥物的成本只有200美元，藥劑師卻要賣2000美元。但海因茨舉家只能拿出1000美元。他把所有錢都給了藥劑師，然而藥劑師還是拒絕了；海因茨請求能否以後再支付餘下的，卻仍遭到藥劑師的拒絕。絕望中，海因茨開始考慮偷藥。海因茨應為他的妻子進店偷藥嗎？這樣做是錯誤的嗎？為什麼呢？

从理论的角度来看，人们认为海因茨该怎么做并不重要。柯尔伯格理论要求参与者回答的形式是：重要的是什么。以下是一些可能的论据，分别属于6个发展阶段：
| 階段     | 階段           | 海因茨不应该偷药的原因                                                   | 海因茨应该偷药的原因                                                                    |
| -------- | -------------- | ------------------------------------------------------------------------ | --------------------------------------------------------------------------------------- |
| 第一阶段 | 服从、懲罰     | 他会因此被捕入狱，意味着他成了一个坏人                                   | 药只值200美元，并不是药剂师的要价那么高，海因茨曾经提出愿意付钱，而且他又没有偷别的东西 |
| 第二阶段 | 利己主義       | 监狱是个可怕的地方，坐牢可能會比喪妻更難受                               | 如果他的妻子获救，就会活得更快乐，即使他被捕入狱服刑                                    |
| 第三阶段 | 人際和諧、一致 | 偷窃是坏事，而他不是一名罪犯                                             | 这是他妻子的盼望，他也想成为一个好丈夫                                                  |
| 第四阶段 | 法律、秩序     | 法律禁止偷窃，这是非法的                                                 | 必须为行动的后果负责                                                                    |
| 第五阶段 | 人权、社會契約 | 科学家有权得到公平的报偿。即使他的妻子生病了，也不能证明他的行为是正确的 | 不管法律如何规定，每个人都有选择活下去的权利                                            |
| 第六阶段 | 普遍的人类伦理 | 其他人也可能急需这种药，也必須要考虑到他们生命的价值                     | 拯救生命的价值高于尊重他人的财产权                                                      |

## 批评
对柯尔伯格的一个批评是他只强调正义，而忽视其他的价值。其后果是，可能没有充分顾及到人们评估行为的其他道德层面。卡罗尔·吉利根批评柯尔伯格理论太過於大男人主义。柯尔伯格理论起初的发展是基于实验室研究，只有男性参与；吉利根批评说它不能充分描述妇女所关心的。虽然研究大体上没有发现两性的道德发展模式有何重要差异，但是吉利根的道德发展理论并不关注正义的价值。她发展了另一个基于关怀伦理学的道德推理理论。
还有一些心理学家不同意道德行为主要来自形式推理的这个假定，例如社会直觉论者，说到人们经常在作出道德判断时，并不关心正义、法律、人权和抽象伦理价值。据此认为柯尔伯格和其他理性主义的心理学家的分析是假性因果（post hoc），将直觉的决定合理化，认为道德推理与道德行为的相关性其实低于柯尔伯格理论所描述的水平。
一些學者認為柯爾伯格道德發展階段過於假定人類的共同性，並提出道德基礎理論來引入了文化差異來了解人類如何受文化影響道德判斷。不同文化都有相似的道德觀，但個別文化對同事物判斷也有不同。

## 应用
柯尔伯格的道德发展阶段理论已经被学术界广泛应用。例如，1979年，詹姆士·瑞斯特设计的确定问题测验（DIT）最初的纸笔测验就称为“道德判断访问”。确定问题测验受到了六阶段模型的强烈影响，为增强效度，采用了likert量表进行定量测验，采用了类似于柯尔伯格的伦理困境。该测验还大量使用柯尔伯格理论的概念，例如“后习俗思维”。1999年，“DIT”经过修订成为“DIT-2”，该测验在许多要求进行道德测验的领域和各种军团进行。。参见
- 让·皮亚杰：认知发展理论
- 卡罗尔·吉利根：关怀伦理学
- 詹姆士·福勒：信仰发展阶段
- 简·卢文格：卢文格自我发展阶段
- 爱利克·埃里克森：埃里克森社会心理发展阶段
- 詹姆士·瑞斯特：确定问题测验

## 延伸阅读
- Crain, William C.  2Rev Ed. Prentice-Hall. 1985. ISBN 978-0-13-913617-7. （原始内容存档于2011-10-04）.
- Kohlberg, Lawrence. . 纽约: Academic Press. 1971.
- Kohlberg, Lawrence. . Journal of Philosophy. 1973, 70: 630–646.
- Kohlberg, Lawrence. . San Francisco, CA: Harper & Row. 1981. ISBN 978-0-06-064760-5.
- Kohlberg, Lawrence; Charles Levine, Alexandra Hewer. . Basel, NY: Karger. 1983. ISBN 978-3-8055-3716-2.